# Truus van der Plaat
Truus van der Plaat (* 11. Mai 1948 in Geldermalsen) ist eine ehemalige niederländische Radsportlerin.

## Sportliche Laufbahn
Truus van der Plaat begann ihre sportliche Laufbahn als Eisschnellläuferin, erst im Alter von 21 Jahren wandte sie sich dem Radsport zu. Das Fahrradfahren hatte bis dahin zu ihrem Trainingsprogramm gehört. Als Radsportlerin war sie anschließend bis 1980 aktiv. Vorrangig bestritt sie Kriterien in ihrem Heimatland, von denen sie mehr als 50 für sich entschied.
1973, 1975 und 1978 wurde van der Plaat jeweils Dritte der niederländischen Straßenmeisterschaft. 1976 startete sie bei den Straßenweltmeisterschaften im italienischen Ostuni, wo sie für ihre Landsmännin Keetie van Oosten-Hage den Sprint anzog, so dass diese das Rennen gewann und zum zweiten Mal Straßen-Weltmeisterin wurde.
Zwei Jahre später – 1978 – wurde van der Plaat niederländische Meisterin im Sprint auf der Bahn, nachdem sie schon fünf Mal Zweite geworden war. Im Jahr darauf errang sie bei den Bahnweltmeisterschaften im Olympiastadion von Amsterdam die Silbermedaille im Sprint. 1980 beendete sie ihre Radsportlaufbahn.
Nach ihrem Triumph bei den Weltmeisterschaften wurde die introvertierte Truus van der Plaat begeistert in ihrem Heimatort empfangen; die Gemeinde bot ihr, da sie noch bei ihren Eltern wohnte, eine Mietwohnung an, so dass sie mit 31 Jahren zuhause ausziehen konnte.  Beruflich arbeitete sie als Mutterschaftshelferin und Fußpflegerin. Später heiratete sie ihren Nachbarn, das Paar blieb kinderlos.

## Erfolge
1978
- Niederländische Meisterin – Sprint

1979
- Weltmeisterschaft – Sprint